# تپه تق و توق (پله برج)
تپه تق و توق (پله برج) در شهرستان خرم‌آباد، بخش مرکزی، روستای پشته واقع شده و این اثر در تاریخ ۱۲ بهمن ۱۳۸۱ با شمارهٔ ثبت ۷۱۱۳ به‌عنوان یکی از آثار ملی ایران به ثبت رسیده است.